# روبرت إس. هال
روبرت إس. هال (بالإنجليزية: Robert S. Hall)‏ هو قاضي ومحامي وسياسي أمريكي، ولد في 10 مارس 1879، وتوفي في 10 يونيو 1941 في مقاطعة أرلنغتون في الولايات المتحدة. حزبياً، نشط في الحزب الديمقراطي. وقد انتخب عضو مجلس ولاية مسيسيبي وانتخب عضو مجلس النواب الأمريكي.